# Tomasz Michalak
Tomasz Michalak (* 1940 in Krakau; † 10. Juli 1986 in Newark/New Jersey) war ein polnischer Geiger und Dirigent.
Michalak studierte an der Musikakademie Warschau Geige bei Irena Dubiska und Dirigieren bei Stanisław Wisłocki. Er war Preisträger mehrerer polnischer und internationaler Musikfestivals und Violinwettbewerbe (Posen, Moskau, Genf) und spielte ein Instrument des tschechischen Geigenbauers Vladimír Pilař. Als Dirigent nahm er in Polen mit dem Geiger Antoni Wit die Violinkonzerte Henryk Wieniawskis mit dem Geiger Vadim Brodsky auf. In seinen letzten Lebensjahren wirkte er als Dirigent in den USA.